# لیو یانگ (ژیمناست)
لیو یانگ  (چینی: 刘洋؛ زادهٔ ۱۰ سپتامبر ۱۹۹۴) یک ژیمناست هنری اهل چین است.
از افتخارات وی میتوان به کسب مدال طلا تیمی و دارحلقه در مسابقات جهانی ژیمناستیک هنری ۲۰۱۴ اشاره کرد.